# 목포항
목포항(木浦港)은 전라남도 목포시에 있는 항구로서 다도해 섬을 연결하는 해상로의 중심이자 호남지방의 해상관문이다. 제주도와 홍도를 포함한 60곳이 넘는 도서지역으로 여객선이 운항하는 목포여객선터미널이 있다.

## 환경
압해도, 고하도, 달리도 등이 목포항을 주위를 막고 있어서 해일 피해를 면할 수 있는 좋은 환경을 가지고 있다.

## 역사

### 국권침탈 이전
예로부터 일본을 배로 오가던 개성상인들의 중간기착지로도 이용되었으며 1897년 고종 31년에 개항하였다. 특히, 목포는 나가사키와 상하이를 두고 중간지점에 위치하는 항구이기에 열강들의 관심이 집중됐다. 국권침탈 직전에는 일본산 면화가 목포항을 통해 수입되었다.

### 일제시대
일제시대 대량의 직물과 곡류의 공출 거점 기지로 전락하였으며 항구 주변에는 일본인 집단 체류지가 있었다. 현재에도 체류지의 흔적을 찾아볼 수 있다.

## 현재와 미래
광복 후 목포항은 남항과 북항으로 나뉘어 기능이 분산되었다. 목포연안여객선터미널과 목포항국제여객터미널이 완공되었으며 상하이를 비롯한 여러 해외항로를 구축 중에 있다. 뚝 떨어진 목포신항도 법적으로는 목포항의 일부이다.